# Autorité de régulation des transports
Pour les articles homonymes, voir ARAF.
 (juin 2016).
L'Autorité de régulation des transports (ART), anciennement Autorité de régulation des activités ferroviaires puis ferroviaires et routières (ARAF puis ARAFER) est une autorité publique indépendante chargée de la régulation économique des activités de transport ferroviaire, de transports urbains en Île-de-France (sur ses activités de gestionnaire d'infrastructure), de transport interurbain par autocar, du secteur autoroutier sous concession, de transport aéroportuaire (régulation des redevances aéroportuaires) et chargée d'une mission relative aux services numériques et données de mobilité. Elle contribue ainsi à améliorer le fonctionnement économique de ces six secteurs des transports.
La loi a confié à l’ART des missions de régulation, de contrôle et d’expertise économique et technique, visant à assurer le bon fonctionnement – notamment du point de vue concurrentiel – des marchés dans le secteur du transport, et nécessitant l’intervention d’une institution publique faisant partie intégrante de l’État mais indépendante du gouvernement.
Elle assure ainsi la régulation de plusieurs gestionnaires d’infrastructures essentielles du secteur du transport en monopole. Pour remplir ses missions, l'ART dispose de pouvoirs d'investigation étendus, d'un pouvoir de sanction et d'un pouvoir de règlement des différends.

## Histoire
Depuis sa création en décembre 2009, l’Autorité de régulation des activités ferroviaires (Araf), devenue l'Autorité de régulation des transports, accompagne le secteur ferroviaire dans son ouverture progressive à la concurrence. Elle garantit à tous les opérateurs un accès équitable au réseau ferré national et au tunnel sous la Manche.
La loi Macron du 6 août 2015 a élargi les compétences du régulateur aux activités routières : transport par autocar et autoroutes. L’Araf est devenue l’Autorité de régulation des activités ferroviaires et routières, l’Arafer.
Depuis le 1er février 2016, elle est pleinement investie de ses nouvelles compétences dans le secteur autoroutier concédé.
Depuis le 1er octobre 2019, l’Autorité de régulation des activités ferroviaires et routières est devenue l’Autorité de régulation des transports (l'ART). Ce changement de nom est concomitant à l’extension de compétences de l’ART au secteur aéroportuaire : l’ART est désormais le régulateur des redevances aéroportuaires.
La loi n° 2019-1428 du 24 décembre 2019 d’orientation des mobilités a conféré à l’ART, de nouvelles prérogatives dans les secteurs d'une part, des transports publics urbains en région Île-de-France (avec la régulation des activités de gestionnaire d'infrastructure de la RATP sur le réseau historique du métro et du RER et de gestionnaire technique du réseau du Grand Paris Express, ainsi que des prestations de sûreté offertes par le groupe de protection et de sécurisation des réseaux -GPSR-), et d’autre part, des services numériques de mobilité (avec une mission sur le contrôle de l’ouverture et la réutilisation des données de mobilité et la billettique afin d'assurer, entre autres, le contrôle du respect des dispositions du règlement européen du 31 mai 2017 sur la fourniture de services d'informations sur les déplacements multimodaux).
La loi n° 2021-1308 du 8 octobre 2021 portant diverses dispositions d'adaptation au droit de l'Union européenne (DDADUE) a conféré à l'ART d'une part, une nouvelle mission dans le service européen de télépéage (enregistrement des prestataires, tenue du registre, conciliation entre prestataires et percepteurs de péage) et d'autre part, une mission de suivi économique et financier des aéroports relevant du champ de compétence de l’ART et le pouvoir de détermination des principes auxquels obéissent les règles d'allocation comptable (actifs, produits, charges) des activités régulées et non régulées.

## Rôle et missions

### Ferroviaire
L’ART a pour mission de garantir à toutes les entreprises ferroviaires le libre accès à l'exploitation du réseau ferré et à ses installations de service et s'assure du respect des règles de concurrence.
En 2023, 4 entreprises ferroviaires fournissant des services aux voyageurs, et 23 entreprises ferroviaires fournissant des services de fret.

### Transports publics urbains en Île-de-France
L’ART assure la régulation des activités exercées en monopole par la Régie autonome des transports parisiens (RATP).

### Autoroutes concédées
L’ART veille au bon fonctionnement du régime des tarifs de péage autoroutier. À ce titre, elle est consultée, d’une part, sur les projets de nouveaux contrats de concession, d’autre part, d’avenants aux contrats existants lorsqu’ils ont une incidence sur les tarifs de péage ou sur la durée de la concession.
Elle exerce également une mission d’enregistrement des prestataires du service européen de télépéage (SET), tient le registre électronique national du SET et de conciliation entre les percepteurs de péage et les prestataires du SET.
En 2022, les autoroutes concédés représentent 9% de part modale,.

### Transport routier de voyageurs
La loi pour la croissance, l'activité et l'égalité de chances économiques du 6 août 2015 (dite « loi Macron ») a libéralisé le transport régulier interurbain par autocar.
L’ART régule les transports par autocar librement organisés qui assurent une liaison interurbaine de 100 kilomètres ou moins.

### Aéroportuaire
L'ordonnance n° 2019-761 du 24 juillet 2019 relative au régulateur des redevances aéroportuaires attribue la mission de régulation des secteurs aéroportuaires à l'ART. Ce nouvel élargissement d'une compétence détenue auparavant par l'Autorité de Supervision Indépendante des Redevances Aéroportuaires (ASI) conforte le rôle central de l'ART dans la régulation des transports dans sa globalité.

## Fonctionnement
L’ART, comprend un collège, une commission des sanctions et des services.

### Le collège
Organe décisionnel de l’ART, le collège en définit les grandes orientations, adopte les avis et les décisions (à l’exception toutefois des décisions de sanction) qui fondent sa doctrine générale.
Son indépendance est notamment garantie par le statut de ses membres. Ils sont nommés pour un mandat de six ans, non révocable et non renouvelable, et en raison de leurs compétences économiques, juridiques ou techniques dans le domaine des services numériques ou du transport terrestre ou aérien, ou pour leur expertise en matière de concurrence, notamment dans le domaine des industries de réseau. Les fonctions de membre du collège de l’ART sont incompatibles avec un certain nombre de mandats, activités et fonctions, conformément à la loi n° 2017-55 du 20 janvier 2017 encadrant le statut des autorités indépendantes et comme le rappelle la charte de déontologie de l’ART. Au terme de leur mandat, les membres du collège ne peuvent occuper aucune position professionnelle ni exercer aucune responsabilité au sein d’une des entreprises ou entités entrant dans le champ de la régulation pendant une période minimale de trois ans.
Depuis la loi n° 2019-1428 du 24 décembre 2019 d’orientation des mobilités, le collège de l’ART est composé de cinq membres permanents comprenant un président et quatre vice-présidents.
Les quatre vice-présidents sont Philippe Richert, depuis novembre 2018, Florence Rousse et Patrick Vieu, depuis mai 2020 et Sophie Auconie depuis mars 2021.

### La commission des sanctions
Indépendante du collège, afin de séparer les fonctions de poursuite et d’instruction, d’une part, des fonctions de jugement, d’autre part, la commission des sanctions se prononce sur saisine du collège et peut sanctionner des entreprises régulées pour manquement à leurs obligations, au terme d’une procédure contradictoire entre les parties. Elle comprend un membre du Conseil d’État, un conseiller à la Cour de cassation ainsi qu’un magistrat de la Cour des comptes, tous trois nommés pour une durée de six ans, non renouvelable.
Sont ainsi membres de la commission des sanctions :
- Mme Ingrid Andrich, conseillère à la Cour de cassation, à compter du 16 octobre 2021 ;
- M. Mathieu Le Coq, maître des requêtes au Conseil d’État, à compter du 9 décembre 2021 et nommé président de la commission des sanctions par décret du 29 mars 2022.

### Les services
Chargés d’accompagner l’ART dans l’exercice de ses missions, notamment d’assurer la préparation et l’exécution des avis et décisions adoptés par le collège, les services réunissent, sous l'autorité d'un secrétaire général, près de cent collaborateurs.
Les missions confiées par la loi à l’ART combinant différentes compétences pointues (économie, droit, audit et analyse financière, analyse de données, expertise sectorielle), l’ART s’attache à recruter des collaboratrices et des collaborateurs disposant d’un haut niveau d’expertise.

### La présidence
De juillet 2010 à juillet 2016, le président de l'ART est Pierre Cardo (nommé par un décret du président de la République du 20 juillet 2010). Le 2 août 2016, il est remplacé par Bernard Roman (il avait été nommé par décret du président de la République en date du 2 août 2016.
À partir du 4 août 2022, Philippe Richert, vice-président, assure la fonction de président par intérim.
Thierry Guimbaud est nommé président de l'ART par décret du président de la République du 29 décembre 2023.

## Identité visuelle

Logotype actuel.